# Rhizoctonia fragariae
Rhizoctonia fragariae är en svampart som beskrevs av S.S. Husain & W.E. McKeen 1963. Rhizoctonia fragariae ingår i släktet Rhizoctonia,  och familjen Ceratobasidiaceae.   Inga underarter finns listade.